# Svartabborrtjärnen (Jörns socken, Västerbotten, 724849-168506)
Svartabborrtjärnen är en sjö i Skellefteå kommun i Västerbotten och ingår i Byskeälvens huvudavrinningsområde.